# Thần Mưa
Thần Mưa (Hán-Nôm: 神湄), Ông Vũ Sư (Hán-Nôm: 翁雨师) hay Ông Vũ Súy là vị thần tạo ra mưa trong thần thoại Việt Nam, vị thần này được miêu tả là có hình dáng một con rồng.